# Windpark Altötting
Der Windpark Altötting ist ein 2024 geplantes Projekt im Altöttinger und Burghauser Forst.

## Umfang
Der Windpark umfasst 1.200 Hektar und wurde von den Bayerischen Staatsforsten ausgeschrieben.
Geplant waren ursprünglich 40 Windenergieanlagen, nach Protesten sieht ein Kompromiss jetzt weniger Rotoren und größere Abstände zu den Wohnhäusern vor. So wurde die Planung auf 27 Anlagen mit einer Gesamtleistung von 194 MW reduziert, die jährlich rund 370 Mio. kWh Windstrom erzeugen sollen, was dem Jahresverbrauch von etwa 100.000 Haushalten entspricht.

## Kritik
Der Bau der Windräder stößt auf Widerstand lokaler Bürgerinitiativen, die befürchten, dass Waldflächen für die Anlagen weichen müssen. Sie argumentieren, der Stromertrag rechtfertige den Bau des Windparks nicht.